# Stylops neotropicallis
Stylops neotropicallis  (лат.) — ископаемый вид веерокрылых насекомых рода Stylops из семейства Stylopidae. Обнаружены в олигоценовых Доминиканских янтарях Центральной Америки (Доминиканская Республика).

## Описание
Длина тела 1,52 мм, размах крыльев 3,62 мм. Глаза содержат примерно 30 омматидиев (ширина головы через края глаз 0,59 мм). Длина члеников усика: I — 32,2 мкм, II — 55,8 мкм, III — 41,2 мкм, IV — 148,7 мкм, V — 95,7 мкм, VI — 276,5 мкм. Мандибулы ланцетовидные, длина 145 мкм.
Предположительно, как и другие виды своего рода были паразитами пчёл (все современные виды Stylops — паразиты пчёл рода Andrena).
Вместе с другими ископаемыми видами веерокрылых насекомых, такими как 
†Cretostylops engeil из меловых отложений (Бирманский янтарь), †Caenocholax dominicensis и †Caenocholax brodzinskyi из Доминиканского янтаря, †Jantarostylops kinzelbachi, †Caenocholax groehni и  †Palaeomyrmecolax (5 видов) из Балтийского янтаря являются одними из древнейших представителей всего отряда Strepsiptera в целом.
Вид был обнаружен в куске янтаря размером 26×15 мм (толщиной в 4 мм) и впервые описан в 2010 году американскими палеоэнтомологами Маркосом Коганом (Integrated Plant Protection Center and Dept of Horticulture, Oregon State Univ, Corvallis, Орегон) и Джорджем Пойнаром (Dept. of Zoology, Oregon State Univ, США).